# Gegè Bellavita
Gegè Bellavita è un film del 1979 diretto da Pasquale Festa Campanile.

## Trama
Napoli, fine anni 70. Gennarino Amato, marito della bella Agata, portinaia di un palazzo centralissimo e dalla quale ha avuto ben nove figli, è alieno al lavoro ed evita con ogni pretesto qualunque impiego gli si trovi.
Per via delle sue "dimensioni", l'uomo è quotidianamente richiesto dalle donne dello stabile e dei dintorni, alle quali non si nega, trascorrendovi piacevoli giornate.
Intuendo Agata che sia l'unica attività ad egli gradita, organizza gli incontri intascando a di lui insaputa il compenso per la prestazione, al punto da migliorare la loro condizione economica e poter acquistare un dignitosissimo appartamento.
Appresa la manovra e ferito nell'orgoglio, Gennaro abbandona la famiglia rifugiandosi presso un suo amico facoltoso, il maturo Duca Attanasi, che lo desidera più delle sue amanti, e gli promette una vita negli agi e nel lusso. Gennaro percepisce presto come sia una condizione innaturale e senza avvenire così torna dalla sua famiglia.

## Produzione
La vicenda è ambientata presso il settecentesco Palazzo Sanfelice, nel caratteristico Rione Sanità.